# هیپرویتامینوز
هیپرویتامینوز (Hypervitaminose) اختلالی است که در اثر مصرف بیش از حد یک یا چند ویتامین ایجاد می‌شود. این اختلال معمولاً در اثر زیاده‌روی در مصرف مکمل‌های غذایی رخ می‌دهد.
به استثنای برخی ویتامین‌های گروه ب، هیپرویتامینوز بیش‌تر حاصل زیاده‌روی در مصرف ویتامین‌های محلول در چربی است که در کبد و بافت‌های چربی ذخیره می‌شوند. به همین دلیل، این ویتامین‌ها نسبت به ویتامین‌های محلول در آب مدت زمان بیش‌تری در بدن باقی می‌مانند و موجب مسمویت می‌شوند. میزان اضافهٔ اغلب ویتامین‌های محلول در آب هم‌چون ویتامین ث از طریق ادرار از بدن خارج می‌شود.
هیپرویتامینوزها می‌توانند موجب علایمی چون حالت تهوع، استفراغ، سردرد، اختلالات کلیوی، بیهوشی، خونریزی و سیروز کبد شوند.
زیاده‌روی در مصرف ویتامین ث موجب اسهال می‌گردد.
هیپرویتامینوز آ، ب۳ و ب۶ معمولاً با قطع مکمل غذایی به‌سرعت درمان می‌شود.